# Biserica „Sfântul Nicolae” din Costești
Biserica „Sf. Nicolae” este o biserică amplasată în Costești, raionul Ialoveni, Republica Moldova. Este un monument arhitectural de importanță națională inclus în Registrul monumentelor Republicii Moldova ocrotite de stat cu nr. 694 (raionul Ialoveni). Datează din 1909.